# Mesynium australe
Mesynium australe là một loài thực vật có hoa trong họ Linaceae. Loài này được (A. Heller) W.A. Weber mô tả khoa học đầu tiên năm 1984.